# Siedlec
Siedlec è un comune rurale polacco del distretto di Wolsztyn, nel voivodato della Grande Polonia.
Ricopre una superficie di 205,06 km² e nel 2007 contava 12 219 abitanti.